# 红山 (赤峰)
红山，又名火焰山，位于中国内蒙古自治区赤峰市城区东北，因山体全部为红色花岗岩组成而得名，海拔约650米。山顶遗有春秋战国时期燕长城遗址，著名红山文化便因首次发现于红山北坡而得名。